# Caillardia azurea
Caillardia azurea är en insektsart som beskrevs av Loginova 1956. Caillardia azurea ingår i släktet Caillardia och familjen rundbladloppor. Inga underarter finns listade i Catalogue of Life.